# La Celle-sur-Morin
La Celle-sur-Morin là một xã ở tỉnh Seine-et-Marne, thuộc vùng Île-de-France ở miền bắc nước Pháp.

## Dân số
Người dân ở đây được gọi là Cellois.
Điều tra dân số năm 2005, there were 1,183 người.